# Feel (canção)
"Feel" é uma canção escrita por Robbie Williams e Guy Chambers gravada pelo cantor Robbie Williams.
É o primeiro single do quinto álbum de estúdio lançado a 18 de Novembro de 2002, Escapology.

## Paradas
| Parada (2002)                              | Posições |
| ------------------------------------------ | -------- |
| Áustria                                    | 1        |
| Países Baixos                              | 1        |
| Alemanha                                   | 3        |
| Hungria                                    | 1        |
| Itália                                     | 1        |
| Roménia                                    | 1        |
| Noruega                                    | 2        |
| Suécia                                     | 3        |
| Dinamarca                                  | 4        |
| Irlanda                                    | 4        |
| Suíça                                      | 4        |
| Reino Unido - UK Singles Chart             | 4        |
| Bélgica (Flandres)                         | 5        |
| Bélgica (Valónia)                          | 6        |
| França                                     | 6        |
| Nova Zelândia                              | 7        |
| Canadá                                     | 9        |
| Austrália                                  | 10       |
| Finlândia                                  | 13       |
| Estados Unidos - Billboard Adult Pop Songs | 28       |

## Certificações e vendas
| País      | Certificação | Vendas  |
| --------- | ------------ | ------- |
| Austrália | Ouro         | 35,000+ |
| Áustria   | Ouro         | 15,000+ |
| Suíça     | Ouro         | 20,000+ |